# Côte d'Uradome

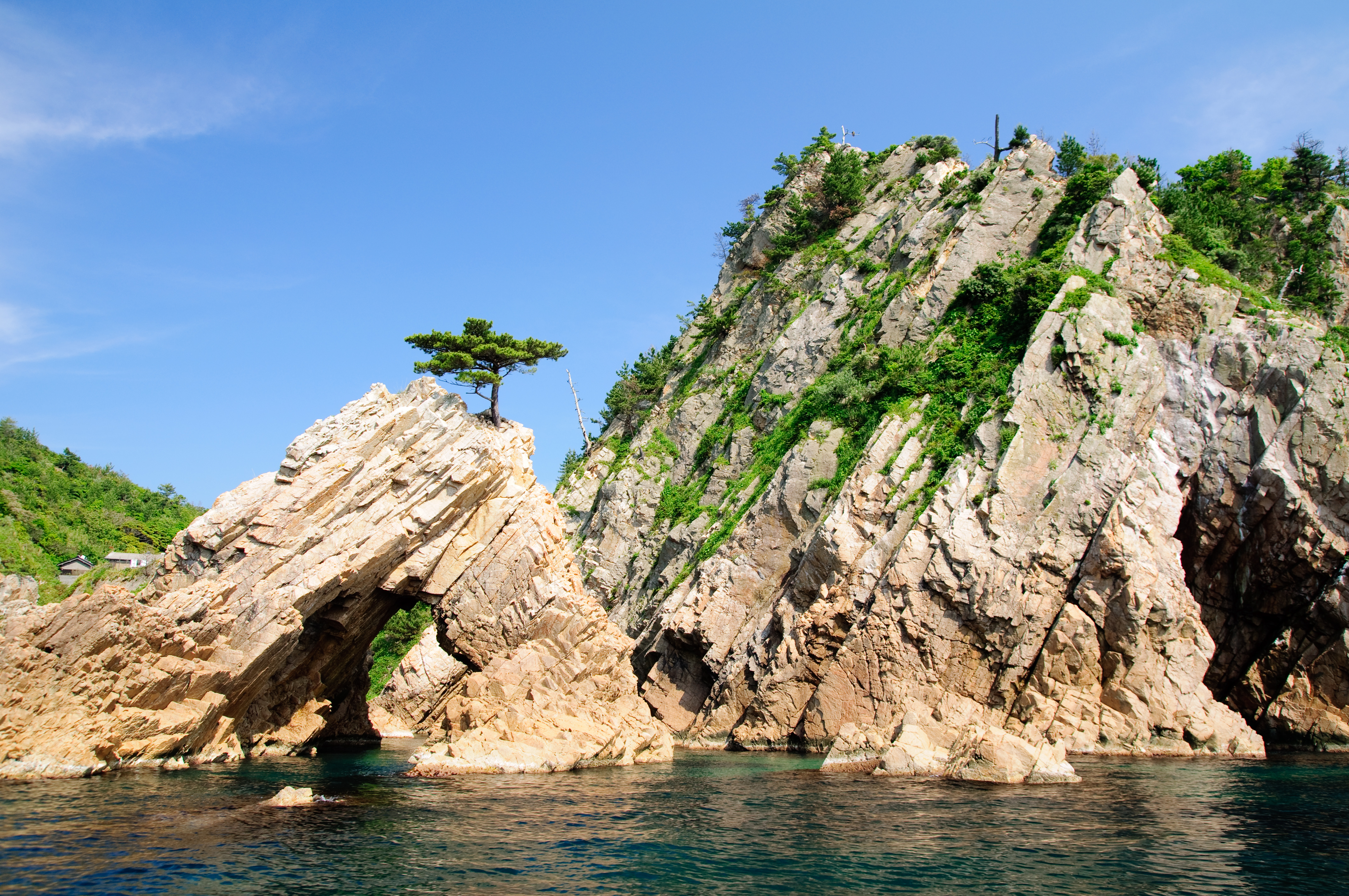
Île Senganmatsu sur la côte d'Uradome

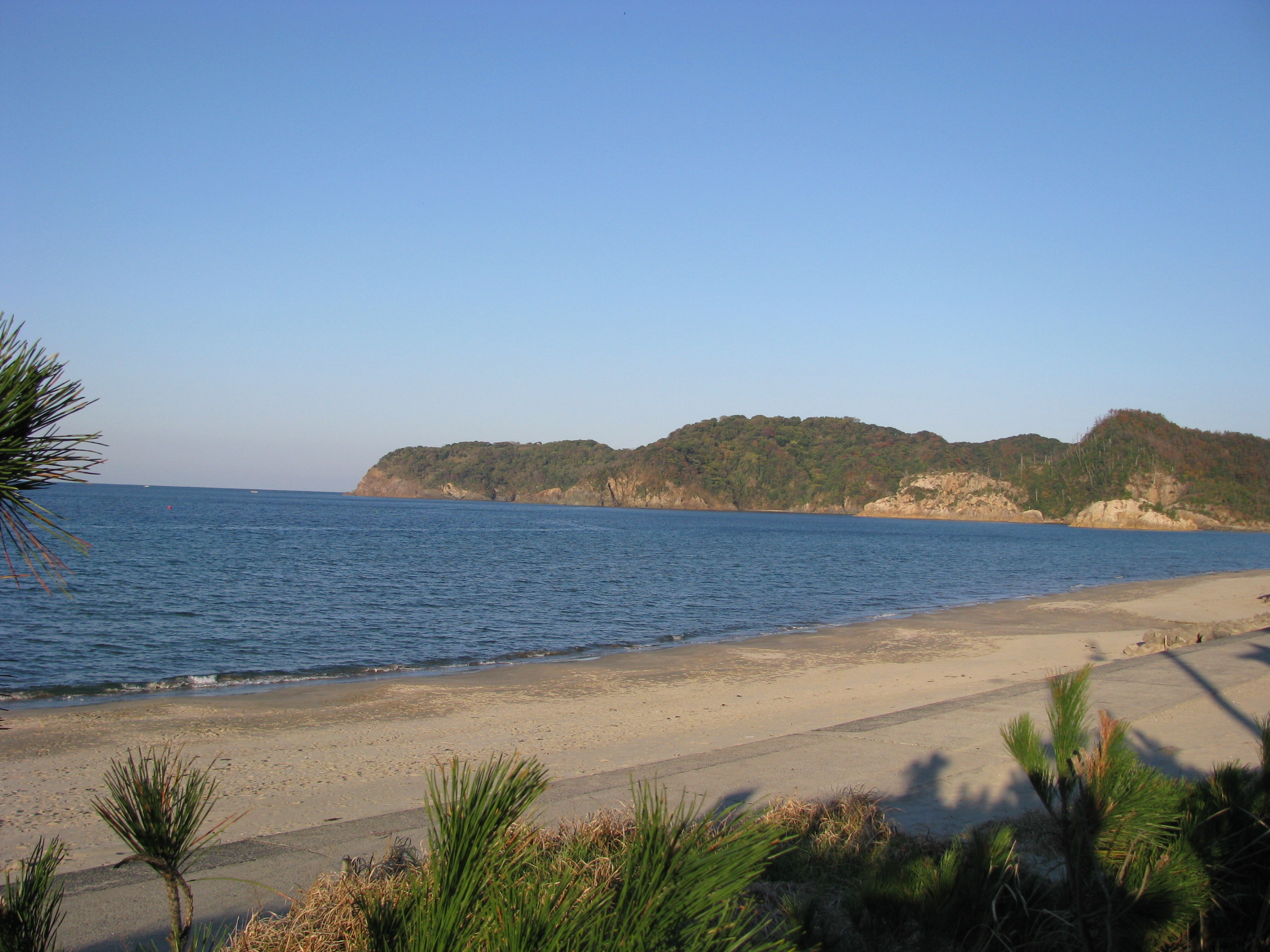
Côte d'Uradome à Iwami, préfecture de Tottori

La côte d'Uradome (浦富海岸, Uradome-kaigan) est un pittoresque estuaire côtier d'une ria située dans la mer du Japon à Iwami dans la préfecture de Tottori.
C'est l'un des principaux sites géologiques du San'in Kaigan Geopark (en).

## Géographie
La côte d'Uradome est constituée de roches formées par l'érosion marime des plages de sable blanc et de pins de broussailles denses. La côte s'étend sur environ 15 km à 16 km le long de la mer du Japon sur la pointe orientale de la préfecture de Tottori, du Cap Kugami au mont Shichiyama. L'érosion marine a formé des digues naturelles, des falaises, des tunnels, des grottes, et de gros rochers de formes inhabituelles. La côte d'Uradome constitue une partie importante du parc national de San'inkaigan.
La côte d'Uradome est appelée « San'in (en) Matsushima » en raison de sa ressemblance avec Matsushima dans la préfecture de Miyagi. L'écrivain Tōson Shimazaki (1872-1943) était particulièrement attaché à la côte d'Uradome.

## Étymologie

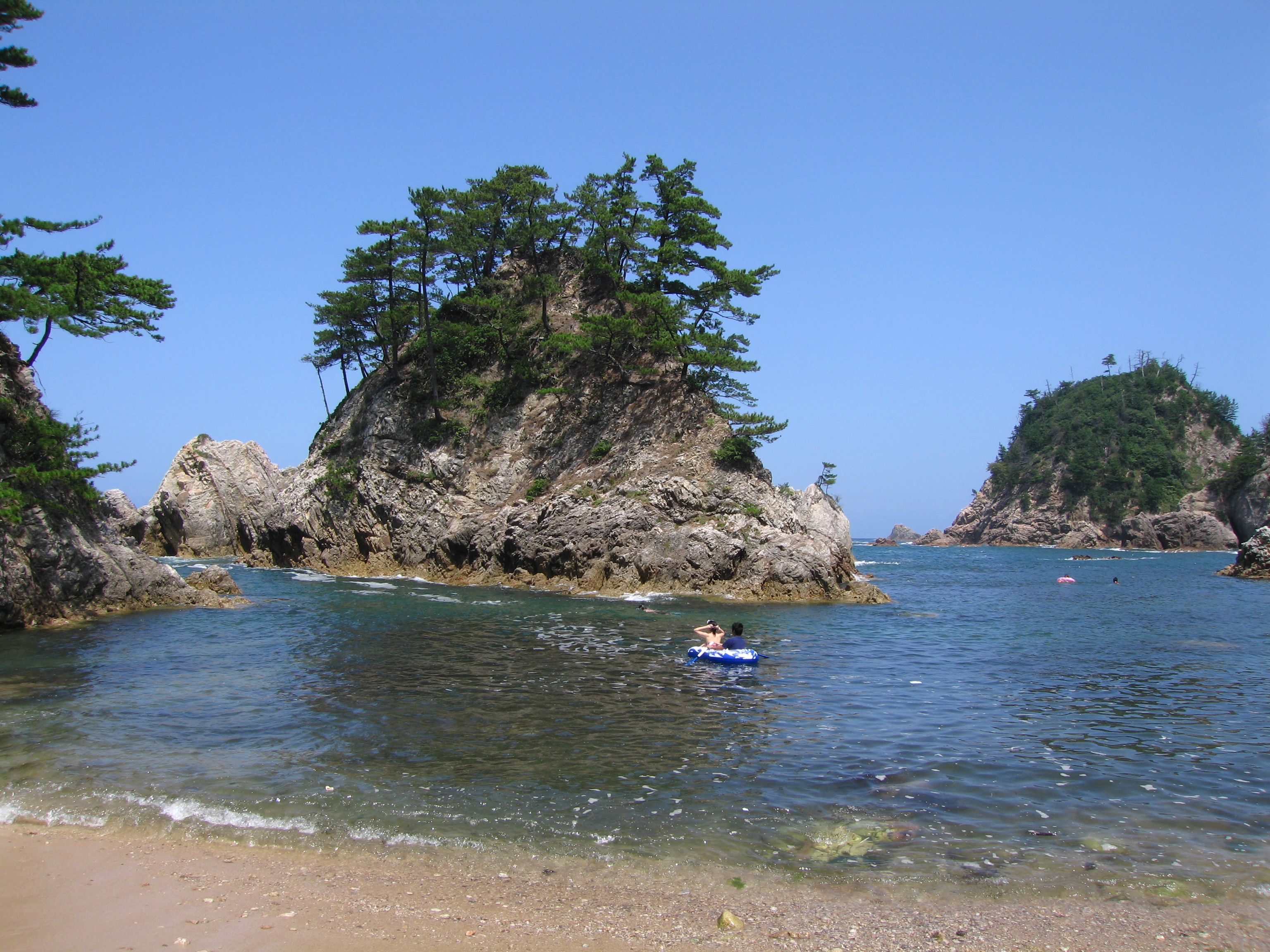
Kamogaiso sur la côte d'Uradome

Le nom de la côte d'Uradome en japonais est formé avec deux kanji. Le premier, 浦, signifie « estuaire » et le second, 富 « abondant » ou « riche ».

## Transport
La côte d'Uradome, proche par le côté est des dunes de sable de Tottori, se trouve à 25 minute en voiture de la gare de Tottori sur la ligne principale San'in de la JR West.

## Source de la traduction
- (en) Cet article est partiellement ou en totalité issu de l’article de Wikipédia en anglais intitulé « Uradome Coast » (voir la liste des auteurs).